# シャーロッツヴィル (競走馬)
シャーロッツヴィル（欧字名:Charlottesville、1957年 - 1972年）は、イギリス生まれでフランス調教の競走馬・種牡馬である。
リュパン賞、ジョッケクルブ賞、パリ大賞に優勝し、英ダービー馬シャーロッタウンCharlottownを輩出し、英愛リーディングサイアーに輝いた。

## 経歴

### 出自
シャーロッツヴィルは、無敗の英三冠馬バーラムや"Flying Filly"ムムタズマハルの所有者であったアーガー・ハーン3世によって、1957年にイギリスで生産された。
父プリンスシュヴァリエは1946年のジョッケクルブ賞優勝馬であり、後に仏リーディングサイアーに輝き、フランスを中心にプリンスローズから続くサイアーラインを発展させた馬である。母Nooraniは大種牡馬ネアルコの産駒であり、シャーロッツヴィルの前年にアスコットゴールドカップ、サンクルー大賞、バーデン大賞など6勝をあげ、凱旋門賞でニジンスキーを破ったササフラを輩出するSheshoonを出した。
シャーロッツヴィルはアーガー・ハーン3世が1957年に病死すると、息子のアリ・ハーン王子(彼も1960年に亡くなる。)、続いて孫のアーガー・ハーン4世へと引き継がれた。

### 競走馬時代
1959年に2歳でデビューし、サンパトリック賞で勝利した。1960年は、ヴィヴィアン賞で勝利した後に、ミンシオらを相手にリュパン賞に勝利すると、ジョッケクルブ賞でも2着馬に3馬身を付けて優勝した。英ダービーに出走するプランもあったが出走を取り消し、6月末には3000mのパリ大賞に出走するとロンシャン競馬場には10万人もの人々が集まった。レースでは、道中3番手で進み、直線では他馬を5馬身ちぎって優勝した。秋にはプランス・ドランジュ賞に勝って、凱旋門賞に向かったがPuissant Chefの6着に敗れた。

### 種牡馬時代
シャーロッツヴィルは1960年11月に競走馬を引退し、アーガー・ハーンのアイルランド・バリメニースタッドで種牡馬入りした。当初の種付料は8000ギニーであった。種牡馬としては、三冠牝馬メルドとの子で1966年ダービー馬のシャーロッタウン (Charlottown)などを輩出し、英愛リーディングサイアーに輝いた。その後、1972年2月1日に心疾患で亡くなった。

## 主な産駒
- Charlottown (GB,1963,鹿毛) - 1966年ダービー、コロネーションカップ
- Gaia (GB,1966,鹿毛) - 1969年オークス
- Carlemont (FR,1962,鹿毛) - 1965年サセックスステークス
- Bonconte di Montefeltro (ITY,1966,鹿毛) - 1969年伊ダービー
- メジロサンマン (1963,鹿毛) - 1967年目黒記念（秋）

### 母の父として
- Top Ville(IRE,1976,鹿毛) - 1979年ジョッケクルブ賞
- Funny Hobby(IRE,1974,鹿毛) - 1977年パリ大賞
- Charleston Rag(IRE,1982,栗毛) - 1984年フリゼットステークス

## 血統表
| シャーロッツヴィルの血統（プリンスシュヴァリエ系／Bayardo S5×M5=6.25%） | シャーロッツヴィルの血統（プリンスシュヴァリエ系／Bayardo S5×M5=6.25%） | シャーロッツヴィルの血統（プリンスシュヴァリエ系／Bayardo S5×M5=6.25%） | （血統表の出典）   | （血統表の出典） |
| 父 Prince Chevalier (FR) b. 1943                                        | 父の父Prince Rose (GB) b. 1928                                          | Rose Prince b. 1919                                                     | Prince Palatine    | Prince Palatine  |
| 父 Prince Chevalier (FR) b. 1943                                        | 父の父Prince Rose (GB) b. 1928                                          | Rose Prince b. 1919                                                     | Eglantine          |                  |
| 父 Prince Chevalier (FR) b. 1943                                        | 父の父Prince Rose (GB) b. 1928                                          | Indolence b. 1920                                                       | Gay Crusader       | Gay Crusader     |
| 父 Prince Chevalier (FR) b. 1943                                        | 父の父Prince Rose (GB) b. 1928                                          | Indolence b. 1920                                                       | Barrier            |                  |
| 父 Prince Chevalier (FR) b. 1943                                        | 父の母Chevalerie (FR) b. 1933                                           | Abbot's Speed br. 1923                                                  | Abbots Trace       | Abbots Trace     |
| 父 Prince Chevalier (FR) b. 1943                                        | 父の母Chevalerie (FR) b. 1933                                           | Abbot's Speed br. 1923                                                  | Mary Gaunt         |                  |
| 父 Prince Chevalier (FR) b. 1943                                        | 父の母Chevalerie (FR) b. 1933                                           | Kassala b. 1926                                                         | Cylgad             | Cylgad           |
| 父 Prince Chevalier (FR) b. 1943                                        | 父の母Chevalerie (FR) b. 1933                                           | Kassala b. 1926                                                         | Farizade           |                  |
| 母 Noorani ch. 1950 (GB)                                                | 母の父Nearco (ITY) br. 1935                                             | Pharos b. 1920                                                          | Phalaris           | Phalaris         |
| 母 Noorani ch. 1950 (GB)                                                | 母の父Nearco (ITY) br. 1935                                             | Pharos b. 1920                                                          | Scapa Flow         |                  |
| 母 Noorani ch. 1950 (GB)                                                | 母の父Nearco (ITY) br. 1935                                             | Nogara b. 1928                                                          | Havresac II        | Havresac II      |
| 母 Noorani ch. 1950 (GB)                                                | 母の父Nearco (ITY) br. 1935                                             | Nogara b. 1928                                                          | Catnip             |                  |
| 母 Noorani ch. 1950 (GB)                                                | 母の母Empire Glory b. 1933 (GB)                                         | Singapore ch. 1922                                                      | Gainsborough       | Gainsborough     |
| 母 Noorani ch. 1950 (GB)                                                | 母の母Empire Glory b. 1933 (GB)                                         | Singapore ch. 1922                                                      | Tetrabbazia        |                  |
| 母 Noorani ch. 1950 (GB)                                                | 母の母Empire Glory b. 1933 (GB)                                         | Skyglory ch. 1922                                                       | Sky-Rocket         | Sky-Rocket       |
| 母 Noorani ch. 1950 (GB)                                                | 母の母Empire Glory b. 1933 (GB)                                         | Skyglory ch. 1922                                                       | Simone (F-No.14-a) |                  |

- 4代母Simoneの全兄にラブレーがいる。